# Orthobunyavirus
Genre
Orthobunyavirus est un genre de virus de la famille des Peribunyaviridae et de l'ordre des Elliovirales. Ce sont des virus à ARN simple brin à polarité négative (Groupe V).
Le virus de Bunyamwera (BUNV) et le virus de La Crosse (en) en sont les souches de référence. Les rongeurs constituent leur réservoir ; les moustiques et les tiques en sont les vecteurs. Ils sont principalement transmis à l'animal par différentes espèces de Culicoides. Une transmission par d'autres espèces de moustiques reste possible ainsi que par voie materno-fœtale.
Le virus de Schmallenberg, par exemple, découvert en Allemagne en novembre 2011, est transmis aux ruminants par des vecteurs Culicoides ou par voie placentaire, provoquant fièvre, altération de l'état général, baisse du rendement laitier, mortinatalité et malformations pour les veaux, agneaux et chevreaux . La surveillance des populations humaines à risque ne montre pas de potentiel zoonotique.

## Liste des espèces
On dénombre (en 2024) 138 espèces d'Orthobunyavirus :
- Orthobunyavirus abrasense, Abras virus (en)
- Orthobunyavirus acaraense, Acará virus (en)
- Orthobunyavirus achiotei, Trivittatus virus
- Orthobunyavirus ainoense, Aino virus
- Orthobunyavirus akabaneense, Akabane virus (en)
- Orthobunyavirus anadyrense, Anadyr virus
- Orthobunyavirus ananindeuaense, Ananindeua virus
- Orthobunyavirus angeloense, San Angelo virus
- Orthobunyavirus anhembiense, Anhembi virus (en)
- Orthobunyavirus apeuense, Apeú virus
- Orthobunyavirus baakalense, Baakal virus
- Orthobunyavirus bakauense, Bakau virus
- Orthobunyavirus balagoduense, Balagodu virus
- Orthobunyavirus barritaense, Barrita virus
- Orthobunyavirus bataiense, Batai virus (en)
- Orthobunyavirus batamaense, Batama virus
- Orthobunyavirus belemense, Belém virus
- Orthobunyavirus bellavistaense, Bellavista virus
- Orthobunyavirus belmontense, Belmont virus
- Orthobunyavirus benficaense, Benfica virus
- Orthobunyavirus bertiogaense, Bertioga virus
- Orthobunyavirus biraoense, Birao virus
- Orthobunyavirus bobayaense, Bobaya virus
- Orthobunyavirus boraceiaense Boracéia virus
- Orthobunyavirus botambiense, Botambi virus
- Orthobunyavirus bozoense, Bozo virus
- Orthobunyavirus brazoriaense, Brazoran virus
- Orthobunyavirus bruconhaense, Bruconha virus
- Orthobunyavirus buffaloense, Buffalo Creek virus
- Orthobunyavirus bunyamweraense, Bunyamwera virus
- Orthobunyavirus bushbushense, Bushbush virus
- Orthobunyavirus buttonwillowense, Buttonwillow virus
- Orthobunyavirus bwambaense, Bwamba virus (en)
- Orthobunyavirus cacheense, Cache Valley virus (en)
- Orthobunyavirus capimense, Capim virus
- Orthobunyavirus caraparuense, Caraparú virus
- Orthobunyavirus catqueense, Cát Quế  virus
- Orthobunyavirus catuense, Catú virus
- Orthobunyavirus cuchillaense, Anopheles B virus
- Orthobunyavirus ebiense, Ebinur Lake virus
- Orthobunyavirus encephalitidis, California encephalitis virus (en)
- Orthobunyavirus enseadaense, Enseada virus
- Orthobunyavirus faceyense, Facey's paddock virus
- Orthobunyavirus gamboaense, Gamboa virus (en)
- Orthobunyavirus ganganense, Gan Gan virus
- Orthobunyavirus guajaraense, Guajará virus
- Orthobunyavirus guamaense, Guamá virus
- Orthobunyavirus guaratubaense, Guaratuba virus
- Orthobunyavirus guaroaense, Guaroa virus
- Orthobunyavirus gumbolimboense, Gumbo Limbo virus
- Orthobunyavirus heptayabaense, Yaba-7 virus
- Orthobunyavirus horizonteense, Anopheles A virus
- Orthobunyavirus iacoense, Iaco virus
- Orthobunyavirus ileshaense, Ilesha virus
- Orthobunyavirus indianense, I612045 virus
- Orthobunyavirus infirmati, Infirmatus virus
- Orthobunyavirus ingwavumaense, Ingwavuma virus
- Orthobunyavirus insulae, Kairi virus
- Orthobunyavirus jamestownense, Jamestown Canyon virus (en)
- Orthobunyavirus jatobalense, Jatobal virus
- Orthobunyavirus juandiazense, Juan Díaz virus
- Orthobunyavirus kaengkhoiense, Kaeng Khoi virus
- Orthobunyavirus kernense, Main Drain virus
- Orthobunyavirus ketapangense, Ketapang virus
- Orthobunyavirus keystoneense, Keystone virus (en)
- Orthobunyavirus khatangaense, Snowshoe hare virus
- Orthobunyavirus koongoli, Koongol virus
- Orthobunyavirus kowanyamaense, Kowanyama virus
- Orthobunyavirus lacrosseense, La Crosse virus (en)
- Orthobunyavirus lasmaloyasense, Las Maloyas virus
- Orthobunyavirus leanyerense, Leanyer virus
- Orthobunyavirus ledniceense, Lednice virus
- Orthobunyavirus lichuanense, Lichuan virus
- Orthobunyavirus lukuniense, Lukuni virus
- Orthobunyavirus lumboense, Lumbo virus
- Orthobunyavirus macauaense, Macauã virus
- Orthobunyavirus madridense, Madrid virus
- Orthobunyavirus maguariense, Maguari virus (en)
- Orthobunyavirus mahoganyense, Mahogany Hammock virus
- Orthobunyavirus manzanillaense, Manzanilla virus
- Orthobunyavirus maprikense, Maprik virus
- Orthobunyavirus maritubaense, Marituba virus
- Orthobunyavirus matruhense, Matruh virus
- Orthobunyavirus melajoense, Melao virus
- Orthobunyavirus mermetense, Mermet virus
- Orthobunyavirus minatitlanense, Minatitlán virus
- Orthobunyavirus mirimense, Mirim virus
- Orthobunyavirus mitchellense, Mapputta virus
- Orthobunyavirus mpokoense, M'Poko virus
- Orthobunyavirus navioense, Serra do Navio virus
- Orthobunyavirus nepuyoi, Nepuyo virus
- Orthobunyavirus nesszionaense, Ness Ziona virus
- Orthobunyavirus nolaense, Nola virus
- Orthobunyavirus northwayense, Northway virus
- Orthobunyavirus nyandoense, Nyando virus
- Orthobunyavirus okolaense, Okola virus
- Orthobunyavirus olifantsvleiense, Olifantsvlei virus
- Orthobunyavirus oribocaense, Oriboca virus
- Orthobunyavirus oropoucheense, Oropouche virus
- Orthobunyavirus oyoense, Oyo virus
- Orthobunyavirus pacoraense, Pacora virus
- Orthobunyavirus parkeri, Parker's Farm virus
- Orthobunyavirus patoisense, Patois virus
- Orthobunyavirus peachesterense, Peaton virus
- Orthobunyavirus porteiraense, Cachoeira Porteira virus
- Orthobunyavirus potosiense, Potosi virus
- Orthobunyavirus saboense, Sabo virus
- Orthobunyavirus sangoense, Sango virus
- Orthobunyavirus sanjuanense, San Juan virus
- Orthobunyavirus schmallenbergense, Schmallenberg virus
- Orthobunyavirus sedlecense, Sedlec virus
- Orthobunyavirus shermanense, Fort Sherman virus (en)
- Orthobunyavirus shokweense, Shokwe virus
- Orthobunyavirus shuniense, Shuni virus
- Orthobunyavirus simbuense, Simbu virus
- Orthobunyavirus sororocaense, Sororoca virus
- Orthobunyavirus squalofluvii, Shark River virus
- Orthobunyavirus sussexense, Little Sussex virus
- Orthobunyavirus tacaiumaense, Tacaiuma virus
- Orthobunyavirus tahynaense, Ťahyňa virus (en)
- Orthobunyavirus taiense, Tai orthobunyavirus
- Orthobunyavirus tangaense, Tanga virus
- Orthobunyavirus taniyamense, Taniyama virus
- Orthobunyavirus tataguineense, Tataguine virus
- Orthobunyavirus telokense, Telok Forest virus
- Orthobunyavirus tensawense, Tensaw virus (en)
- Orthobunyavirus termeilense, Termeil virus
- Orthobunyavirus teteense, Tete virus (en)
- Orthobunyavirus thimiriense, Thimiri virus
- Orthobunyavirus timboteuaense, Timboteua virus
- Orthobunyavirus trinitiense, Triniti virus
- Orthobunyavirus turlockense, Turlock virus
- Orthobunyavirus umbreense, Umbre virus
- Orthobunyavirus utingaense, Utinga virus
- Orthobunyavirus witwatersrandense, Witwatersrand virus
- Orthobunyavirus wolkbergense, Wolkberg virus
- Orthobunyavirus wyeomyiae, Wyeomyia virus
- Orthobunyavirus yacaabaense, Yacaaba virus